# 笠耐
笠 耐（りゅう たえ、女性、1934年2月24日 - 2025年3月6日）は、日本の物理教育者。元上智大学助教授。

## 略歴
福岡県生まれ。檀一雄の母と、高岩勘次郎の娘で、兄に高岩淡がいる。夫は笠啓一（1928年広島県生まれ、1950年旧制第一高等学校卒業、文芸評論家）。福岡県立修猷館高等学校を経て、お茶の水女子大学理学部物理学科卒業。上智大学理工学部専任講師、助教授。2002年、IUPAP-ICPE(国際純粋応用物理学連合-国際物理教育委員会)メダルを受賞。2004年上智大学定年。2025年3月6日死去。子は笠浩一郎（1958年生、(株)グリーンデザイン＆コンサルティング代表取締役）、潤平（1959年生、香川大学教授）。

## 著書
- 『エネルギープロジェクト』富沢ちよこイラスト コロナ社 プロジェクトサイエンスシリーズ 1989
- 『放射線と私たち』富沢ちよこイラスト コロナ社 プロジェクトサイエンスシリーズ 1989
- 『ある昭和の家族 「火宅の人」の母と妹たち』岩波書店 シリーズここで生きる 2014

監修
- 『理科っておもしろい 重力のふしぎ』嵩瀬ひろし漫画 田中幸,結城千代子構成・脚本 実業之日本社 まんがで攻略 2000

翻訳
- パーサ・ゴーズ,ダイパンカー・ホーム『パズル・身近なふしぎ 見なれたものほど謎がいっぱい!』講談社ブルーバックス 1996
- Toth Eszter『統計物理 トス先生の物理教室』笠潤平共訳 丸善 1997
- Toth Eszter『原子核物理 トス先生の物理教室』笠潤平共訳 丸善 1998
- Toth Eszter『原子物理 トス先生の物理教室』笠潤平共訳 丸善 1998
- K.ギッブス『ゆかいな物理実験』朝倉書店 2000
- J.オグボーン, M.ホワイトハウス編『アドバンシング物理 新しい物理入門』西川恭治,覧具博義共監訳 シュプリンガー・フェアラーク東京 2004
- J.オグボーン, M.ホワイトハウス編『アドバンシング物理A2』西川恭治, 覧具博義共監訳 シュプリンガー・フェアラーク東京 2006
- A.C.Fischer-Cripps『物理ポケットブック』笠潤平共訳 朝倉書店 2006

## 論文
- <笠耐